# Odprava zelenega zmaja
Odprava zelenega zmaja je mladinski roman, ki ga je napisal Slavko Pregl, ilustriral pa Marjan Manček. Izšel je leta 1976 v zbirki Cicibanova knjižnica pri založbi Mladinska knjiga.
Po romanu je bila posneta TV-nadaljevanka.

## Analiza dela
Avtor nas v delu seznani z odraščanjem, tekmovalnostjo, ljubeznijo in egoizmom. Opiše, kako se mladostniki spopadajo z reševanjem problemov. Med prijatelji se pojavijo nesoglasja, vendar se potrudijo in najdejo kompromise, na koncu pa prevlada prijateljstvo. Poleg tega roman vsebuje tudi veliko humorja in zvijač.

## Predstavitev literarnih likov
Miha in Pipi
Sta sošolca, ki sta si zelo različna. »Miha je zanimiv. Najmlajši med vsemi je, kadar nanese pa ima usta in jezik daleč pred vsemi drugimi iz bloka. Je »iz osmega razreda in velikokrat nosi kavbojke«, Pipi pa je »tudi iz osmega razreda, ampak je malo manjši od Miha in velikokrat nosi kratke kavbojke. To pa zato, ker je bil ves ena sama zvijača, te pa se ne smejo kazati že vnaprej, in je kot tak moral biti manjši«.
Bob
Je Mihov in Pipijev prijatelj, na katerega se spomnita, ko potrebujeta šoferja. Opisan je kot, »fant, ki ima svojih 70 kil in 18 let. Stvar pa je v vozniškem dovoljenju, ki ga ima poleg vsega tega. Kasneje ga lahko opredelimo kot varuha, ker se počuti odgovornega za svoja mladoletna prijatelja. Vse pa se spremeni, ko na morju spozna Sanjo in se zaljubi vanjo. Želi si, da bi Sanja videla, da je on, »krasen junak, če zaradi ljubezni pusti prijatelja na cedilu« in se sam z njo odpelje v Dubrovnik. Potem pa ima zaradi tega dejanja slabo vest.
Andrej
Je Mihov in Pipijev sošolec. »Andrej je star toliko kot Pipi, samo v drugem bloku stanuje. Spada v klapo, v katero spadata še Miha in Pipi, oddaleč pa še malo Bob«.
V drugem delu romana želi iti s prijatelji na izlet, vendar mu to prepreči nesreča. Zaradi njegove neprevidnosti ga povozi avto in mu povzroči lažji pretres možganov in zlomljeno nogo.

## Dogajalni prostor
Zgodba se najprej odvija v Novi Gorici, nato pa glavne osebe spremljamo na poti do Dubrovnika (Hrvaška) in vse do Ohrida (Makedonija). Kasneje pa se dogajalni prostor prestavi v planine in na Bled.

## Dogajalni čas
Dogajalni čas se začne ob zaključku šolskega leta in traja čez poletne počitnice. 

## Vsebina dela
Osrednja zgodba romana govori o preživljanju poletnih počitnic treh prijateljev. Miha, Pipi in Bob so mladostniki, ki si želijo doživeti poletno pustolovščino. Roman je vsebinsko razdeljen na dva dela. Prvi del se imenuje Velika pustolovščina in se prične, ko Miha in Pipi z odpada Dinosa rešita star avto. Brez vozniškega izpita pa jima avto ne pomeni veliko, zato se spomnita na Boba, ki bi bil pravšnji za voznika. Avto poimenujejo OLD PUNCA in se odpeljejo na veliko pustolovščino do Dubrovnika. Drugi del pa nosi naslov Odprava zelenega zmaja, v katerem se fantje odpravijo na izlet v planine, kjer srečajo dekle Janjo, ki je pobegnila od doma. Pripravljeni so ji pomagati, vendar se zaradi prepletanja ljubezni in naivnosti mladega Pipija, njihovi pogledi na rešitev Janjinega problema razlikujejo.